# Piminodin

Strukturformel för piminodin.

Piminodin, summaformel C23H30N2O2, är ett smärtstillande preparat som tillhör gruppen opioider. Ämnet användes medicinskt under en kort period under 1960- och 1970-talet men används inte längre. Piminodins molmassa är 366,497 g/mol
Piminodin är narkotikaklassad och ingår i förteckningen N I i 1961 års allmänna narkotikakonvention, samt i förteckning II i Sverige.